# Siegmund Sredzki
Siegmund Sredzki (Berlín, 30 de novembre de 1892 - camp de concentració de Sachsenhausen, 11 d'octubre de 1944) va ser un activista polític i partisà comunista alemany. A banda d'ell, altres membres de la seva família van formar part de la resistència antifeixista a l'Alemanya nazi.

## Trajectòria
Sredzki treballava d'operador de torn en fàbriques d'armes i municions fins que el 1915 va ser reclutat a l'exèrcit. Va participar en les lluites armades de la Revolució Alemanya de novembre de 1918 i es va unir al Partit Socialdemòcrata Independent d'Alemanya (USPD) aquell mateix any. Va pertànyer l'ala esquerra del partit, que es va acabar unint amb el Partit Comunista d'Alemanya (KPD) el 1920. Després de la Primera Guerra Mundial va tornar a treballar, primer com a torner i després com a fogoner. Va ocupar càrrecs de lideratge en organitzacions d'esquerra, per exemple com a membre de la direcció de l'Associació de Lliures Pensadors Proletaris del Reich i com a cap de l'Associació d'Amics de la Unió Soviètica al districte de Berlín.
Després que els nacionalsocialistes arribessin al poder a Alemanya, va formar part activa en la lluita de resistència i es va convertir en un dels cinc instructors principals del KPD a Berlín. El 1933 i el 1934 va ser empresonat diverses vegades. El 7 de desembre de 1934 va ser arrestat per la Gestapo, juntament amb la seva dona Margarete i el seu fill Gerhard (que esdevindrien més tard membres del grup de resistència Die Rote Kapelle), i, el 9 de juny de 1936, va ser condemnat pel Tribunal d'Apel·lació de Berlín a cinc anys de presó per «preparació d'alta traïció» i internat a la presó de Luckau i els camps de concentració nazi de Börgermoor, d'Esterwegen i d'Aschendorfermoor. Després d'acabar la condemna, el 1939 va ser enviat al camp de concentració de Sachsenhausen. Va tenir un paper destacat en l'organització del treball il·legal dels presoners al camp de concentració i va estar al capdavant de les accions de solidaritat amb els presoners de guerra soviètics que arribaven famolencs al camp. A la tardor de 1944, les Schutzstaffel (SS). van descobrir les activitats del grup i, després de setmanes de dures tortures, 27 combatents alemanys i francesos de la resistència antifeixista, entre ells Sredzki, van ser assassinats a la fossa de tir del camp de concentració.

## Honors
Des del 31 de gener de 1952, un carrer del barri de Prenzlauer Berg, a Berlín, porta el seu nom: Sredzkistraße. De 1974 a 1991, una escola propera (la 23a POS) va rebre el seu nom. Quan l'escola va tancar l'any 1991 i l'edifici es va convertir en escola de primària, el nom va ser abandonat. El monument «Tradicions de la classe obrera alemanya» (Traditionen der deutschen Arbeiterklasse), de Heinz Worner, davant de l'edifici de l'escola, a Knaackstraße, està dedicada als antifeixistes assassinats Ernst Knaack i Siegmund Sredzki.